# WaPo Duisburg
WaPo Duisburg è una serie televisiva tedesca di genere poliziesco prodotta da Warner Bros. ITVP Deutschland come spin-off della serie WaPo Bodensee  e trasmessa dal 2022 sull'emittente ARD 1 (Das Erste). Protagonisti della serie sono Markus John, Yasemin Çetinkaya, Niklas Osterloh, Karen Böhne, Romy Vreden e Stefko Hanushevsky; altri interpreti sono Karen Dahme, Marla Fee Lux e Antje Lewald.
La serie si compone di due stagioni, per un totale di 16 episodi (8 per stagione), della durata di circa 48 minuti. Il primo episodio, intitolato Sprung im kalten Wasser, fu trasmesso in prima visione l'11 gennaio 2022.

## Trama
Gerhard Jäger, un poliziotto di Duisburg, viene trasferito dalla sezione criminale alla locale Wasserschutzpolizei, la squadra che pattuglia le acque attorno al porto cittadino. La squadra si occupa della soluzione di vari casi, che vanno dal furto all'omicidio.
La squadra si trova sovente in contrasto con i colleghi degli altri reparti di polizia, da cui è spesso anche derisa.

## Episodi
| Stagione         | Puntate | Prima TV Germania | Prima TV Italia |
| ---------------- | ------- | ----------------- | --------------- |
| Prima stagione   | 8       | 2022              | inedita         |
| Seconda stagione | 8       | 2023              | inedita         |

## Personaggi e interpreti
- Gerhard Jäger, interpretato da Markus John (s. 1-in corso).
- Arda Turan, interpretata da Yasemin Çetinkaya (s. 1-in corso).
- Frank van Dijk, interpretato da Niklas Osterloh (s. 1-in corso).
- Maria Kruppka, interpretata da Karen Böhne (s. 1-corso). È il capo della squadra della WaPo.[9]
- Lena Preser, interpretata da Romy Vreden (s. 1-in corso). Lavora come segretaria per la squadra della WaPo.[10]
- Carsten Heinrich, interpretato da Stefko Hanushevsky (s. 1-in corso). È il commissario capo della poliiza criminale di Duisburg.[11]
- Nadine Jäger, interpretata da Karen Dahme (s. 1-corso).[2] Membro della polizia scientifica, è la figlia di Gerhard.[12]
- Mira Jäger, interpretata da Marla Fee Lux (s. 1-corso).[2]
- Lena Kotz, interpretata da Antje Lewald (s. 1-corso).[2]

## Produzione
Dopo WaPo Berlin, serie prodotta a partire dal 2020, WaPo Duisburg è il secondo spin-off della serie WaPo Bodensee ad essere stato realizzato.

## Ascolti
La serie è seguita mediamente da 2,5 milioni di spettatori.
Il primo episodio della serie fu seguito da 2.721.000 spettatori, con uno share del 10,9%. L'episodio più seguito è stato il terzo episodio della prima stagione, che ha totalizzato 3.040.000 telespettatori.